# Шевченківська сільська рада (Долинський район)
| Шевченківська сільська рада — орган місцевого самоврядування у Долинському районі Івано-Франківської області з адміністративним центром у с. Шевченкове. 7 червня 1946 року указом Президії Верховної Ради УРСР село Велдіж Вигідського району перейменовано на село Шевченкове і Велдізьку сільську Раду — на Шевченківська. Водоймища на території, підпорядкованій даній раді: річка Свіча. Сільській раді підпорядковані населені пункти: - с. Шевченкове - с. Мислівка |

## Склад ради
Рада складається з 20 депутатів та голови.

### Керівний склад ради
| ПІБ                        | Основні відомості                                                                | Дата обрання | Дата звільнення |
| -------------------------- | -------------------------------------------------------------------------------- | ------------ | --------------- |
| Чудик Іван Гарвасевич      | Сільський голова, 1951 року народження, освіта, член Української Народної Партії | 26.03.2006   | 31.10.2010      |
| Мацалак Микола Миколайович | Сільський голова, 1967 року народження, освіта вища, безпартійний                | 31.10.2010   |                 |

Примітка: таблиця складена за даними джерела